# ألان ديفيس (فنان قصص مصورة)
ألان ديفيس (بالإنجليزية: Alan Davis)‏ هو فنان قصص مصورة بريطاني، ولد في 16 يونيو 1956 في المملكة المتحدة.